# Sergio Gioino
Sergio Alejandro Ponce Gioino (Buenos Aires, 27 de março de 1973), mais conhecido como Sergio Gioino e também pelo apelido Koleston, por conta de suas grandes e lisas madeixas, é um ex-futebolista argentino que atuava como atacante.

## Carreira

### Chile
Apesar de ter treinado pelo Club Atlético San Jorge nas categorias de base, nunca jogou por um clube argentino profissionalmente. Sua estréia no profissional foi pelo Provincial Osorno, em 1997, clube chileno, país onde atuou maior parte de sua carreira.

### Brasil
Em 2005, foi contratado pelo Palmeiras, todavia, após 37 jogos e 6 gols pelo clube, o jogador que não gozava de apoio da torcida não teve seu contrato renovado, retornando para o Universidad de Chile. Tempo depois, em 2007, atuou pelo Gama.

### Pós-aposentadoria
Após se aposentar se tornou treinador de uma escolinha futebol no Chile.

## Títulos
Universidad de Chile
- Campeonato Chileno (Apertura): 2004

Universidad Católica
- Liguilla Pré-Sulamericana: 2003